# Lasioglossum atrum
Lasioglossum atrum är en biart som först beskrevs av Walker 1986.  Lasioglossum atrum ingår i släktet smalbin, och familjen vägbin. Inga underarter finns listade i Catalogue of Life.

## Bildgalleri

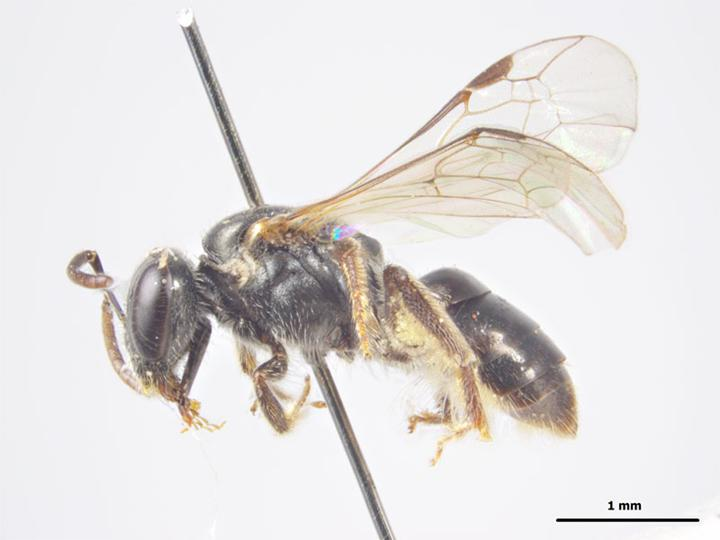
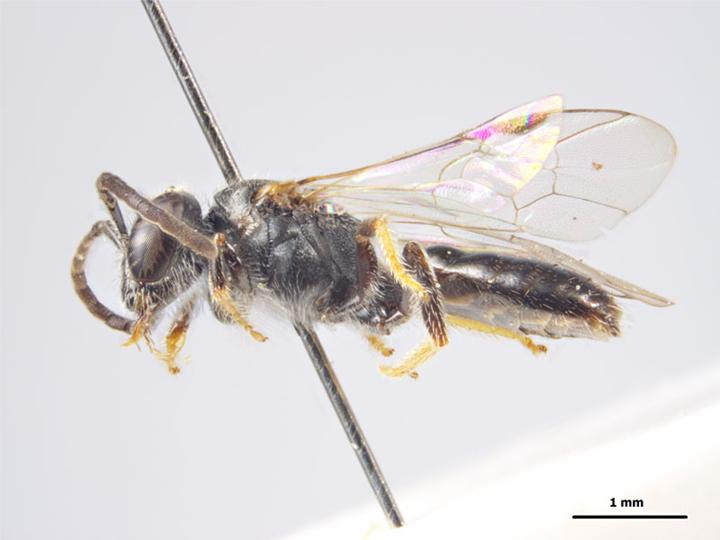